# Бригада
Бригада је виша тактичка здружена јединица, која је најчешће у саставу дивизије или самостална. Изузетно се налази у саставу виших јединица ранга корпуса или армије.
У начелу је састављена од два до пет батаљона, понегдје и од већег броја пукова. Обично су придодате јединице за подршку, борбено, позадинско и инжењеријско обезбјеђење, командовање и везу. Бригаде се формирају у свим видовима и родовима али нарочито у копненој војсци и посебно пјешадији. Бригаде су обично способне за самостално дјеловање тактичко-оперативног значаја.
По саставу, намјени и наоружању, бригаде су: пјешадијске, коњичке, оклопне, механизоване, артиљеријске, противавионске артиљерије, инжињеријске, хемијске заштите, ваздухопловне, падобранске, ваздушнодесантне, поморскодесантне и друге.
Разне грађанске формације са именом бригада су: радне, пољопривредне, ватрогасне и друге бригаде.
Бригада обично броји око 3.000 до 5.000 људи.